# Edward Andrews
Edward Andrews (n. 9 octombrie 1914 – d. 8 martie 1985) a fost un actor american de film.

## Filmografie
- 1956 Calea cea grea (The Harder They Fall), regia Mark Robson
- 1964 Bunul meu vecin Sam (Good Neighbor Sam), regia David Swift
- 1970 Tora! Tora! Tora!, regia Richard Fleischer, Toshio Masuda, Kinji Fukasaku